# Krasnopoliwka
Krasnopoliwka (ukr. Краснополівка) – wieś na Ukrainie, w obwodzie donieckim, w rejonie bachmuckim, w hromadzie Sołedar. W 2001 liczyła 33 mieszkańców, wśród których 29 wskazało jako ojczysty język ukraiński, 3 rosyjski, a 1 polski.